# حق السکوت
حق‌السکوت (انگلیسی: Hush money) ترتیبی است که در آن یک شخص یا طرف در ازای سکوت در مورد برخی غیرقانونی، انگ اجتماعی، رفتار یا عمل یا یا واقعیت شرم آوری، پول یا تطمیع دیگری را به شخص یا طرفی که از این موضوع اطلاع دارد، پیشنهاد می‌کند.
همچنین می‌تواند پولی برای آرام کردن دشمن ناراضی باشد که ممکن است اطلاعات شرم‌آور را افشا کند، حتی اگر آن اطلاعات نادرست باشد، تا از آسیب و مشکل برخورد با افترا جلوگیری کند.